# 鄙の我家

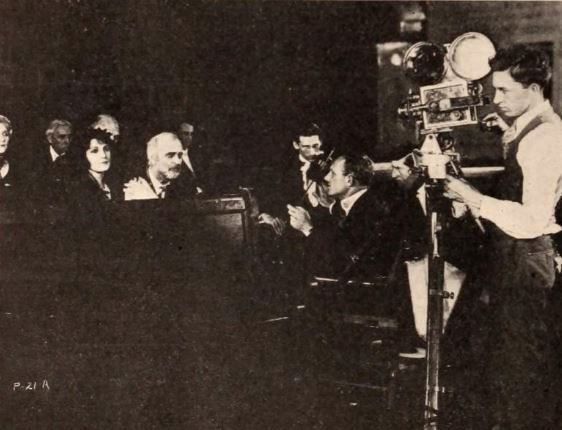
撮影風景。画面左側前列にリートリス・ジョイとウィリアム・ロバート・ダリーがおり、画面中央には監督アーヴィン・ウィラットがいる。撮影スタッフが写っているほか、サイレント映画であるにもかかわらず、撮影現場にヴァイオリン奏者（画面中央、ウィラットの背後）が用意されていたことが分かる。

『鄙の我家』（ひなのわがや、Down Home）は、サイレント時代の1920年に公開されたアメリカ合衆国の映画で、アーヴィン・ウィラットが脚本、監督、制作し、リートリス・ジョイとジェームズ・バロウズが主演したドラマ映画。ウィラット監督にとっては、独立プロダクションを立ち上げた最初の作品であった。この作品は、F・N・ウェストコット (F. N. Westcott) の小説『Dabney Todd』を原作としている。この映画は、独立系の映画配給事業者であったW・W・ホドキンソンによって配給された。
本作は、リートリス・ジョイの初期主演作の中では、失われず、アメリカ議会図書館の所有となった作品のひとつである。 本作は、Ioffer.com からDVD化されている。

## あらすじ
ニューイングランドの田舎町で、若い娘ナンスは、飲酒に溺れる父親を支えながら、何とか父の飲酒癖を改めさせようとしていた。青年ダブニー・トッドは、そんな彼女に思いを寄せていた。...

## キャスト
- リートリス・ジョイ - Nance Pelot
- ジェームズ・O・バロウズ - Dabney Todd（クレジットは James Barrows）
- エドワード・ハーン（英語版） - Chet Todd
- アギー・へリング（英語版） - Mrs. Todd
- エドワード・ノーラン（英語版） - Martin Doover
- ウィリアム・ロバート・ダリー（英語版） - Joe Pelot（クレジットは Robert Daly）
- シドニー・フランクリン - Cash Bailey（クレジットは Sidney A. Franklin）
- バート・ハドリー（英語版） - Reverence Mr. Blake
- フランク・ブレイドウッド (Frank Braidwood) - Larry Shayne
- ジェームズ・ロバート・チャンドラー (James Robert Chandler) - Deacon Howe（クレジットは Robert Chandler）
- ネルソン・マクドウェル（英語版） - Lige Conklin
- フローレンス・ギルバート（英語版） - Clerk
- J・P・ロックニー（英語版） - Barney Shayne, Larry's Father
- ウィリアム・スローン (William Sloan) - Townsman（クレジットは William Sloane）
- ヘレン・ギルモア (Helen Gilmore) - Townswoman